# Milan Manojlović
Milan Manojlović poznatiji kao Mance, hrvatski je kantautor šansone.

## Životopis
Rani život proveo je u Karlovcu nakon čega se preselio u Zagreb. Prošao je studij Likovne akademije, smjer grafika prije čega je dvije godine studirao arhitekturu.
Još od sedamdesetih je dio Zagrebačke umjetničke scene. Surađuje s Kugla glumištem, radio je glazbu za filmove, nastupao s kultnim bendom Cul-de-sac, djelovao unutar poluformalne umjetničke skupine ZZOT. 1998. je radio glazbu za dokumentarni film Marina Fulgosija Beckett On The Liffey. 2001. nominiran je za rock nadu na dodjeli novinarske rock nagrade Crni mačak. O njemu je snimljen film Kult Mance Velimira Rodića.

## Stil
Početkom 60-tih formirala se takozvana Zagrebačka škola šansone s predvodnicima Zvonimirom Golobom, Arsenom Dedićem i Zvonkom Špišićem da bi se 30 godina kasnije, kao posve netipičan izdanak žanra pojavio Milan Manojlović Mance. Nastupajući u Klubu studenata Filozofskog fakulteta Rupa te po brojnim zagrebačkim kafićima ubrzo je stekao zavidan broj poklonika svog stila. Mance nije ozbiljni kantautor starog tipa, njegove su pjesme ponekad budalaste parodije (ili parodije budalastog), ponekad apsurdni napjevi sročeni na samo njemu razumljivom jeziku, a ponekad se čine duboko proživljenim. Snimio je tri albuma: Čovjek iz katange iz 1996. i četiri godine kasnije izdan Plavi bar čine svojevrstan diptih – izrazito su minimalistički zamišljeni i izvedeni, uglavnom tek uz pomoć trubača Igora Pavlice i produkcijsku podršku Ivana Marušića-Klifa. Melodije sobe i predsoblja pojavile su se 2003. i donijele više pjesama, nešto ambicioznije aranžmane i mnogo gostiju – od Igora Pavlice i Caprija, preko Kornela i Viktora iz Šumskih do Dunje Knebl.

## Diskografija
- Čovjek iz Katange (1996.)
- Čovjek iz katange/Plavi bar (2000.)
- Melodije sobe i predsoblja (2003.)